# Cabezón de Pisuerga
Cabezón de Pisuerga es un municipio y localidad española de la provincia de Valladolid, en la comunidad autónoma de Castilla y León. El término municipal tiene una población de 3895 habitantes (INE 2024).

## Geografía
Integrado en la comarca de Campiña del Pisuerga, se sitúa a 18 km del centro de Valladolid. El término municipal está atravesado por la autovía de Castilla (A-62) entre los pK 110 y 113, además de por la carretera VA-113 que conecta con Santovenia de Pisuerga. 
El relieve está caracterizado por la campiña del río Pisuerga, que cruza el territorio de noreste a suroeste. Junto al pueblo se alza un páramo (Páramo de Bárcena) que se extiende por el noreste. Al sur hay otro pequeño páramo llamado Pico del Gajo (860 m). La altitud oscila entre los 860 m (Páramo de Bárcena) y los 690 m a orillas del Pisuerga. El pueblo se alza a 705 m sobre el nivel del mar. 
| Noroeste: Cigales y Corcos       | Norte: Corcos                                                    | Noreste: San Martín de Valvení                                           |
| Oeste: Cigales                   |                                                                  | Este: San Martín de Valvení, Olmos de Esgueva y Villarmentero de Esgueva |
| Suroeste: Santovenia de Pisuerga | Sur: Santovenia de Pisuerga, Valladolid y Castronuevo de Esgueva | Sureste: Castronuevo de Esgueva                                          |

## Historia
Enclavado en un paraje dominado por el cerro o cabezo de Altamira y dividido en dos por el río Pisuerga, fue considerado ya desde muy antiguo como un lugar de gran importancia estratégica y defensiva.
De la época romana se conservan restos de la villa de Santa Cruz en la que apareció abundante material arqueológico junto a un magnífico mosaico. Poseía un castillo medieval, del que hoy solo quedan algunos vestigios.

En 1556 Carlos V recaló en el pueblo para conocer a su nieto Carlos de Austria. También lo visitaron Felipe II y María Luisa Gabriela de Saboya, de cuyo paso queda constancia en un escudo e inscripción en una casa de la calle del río.

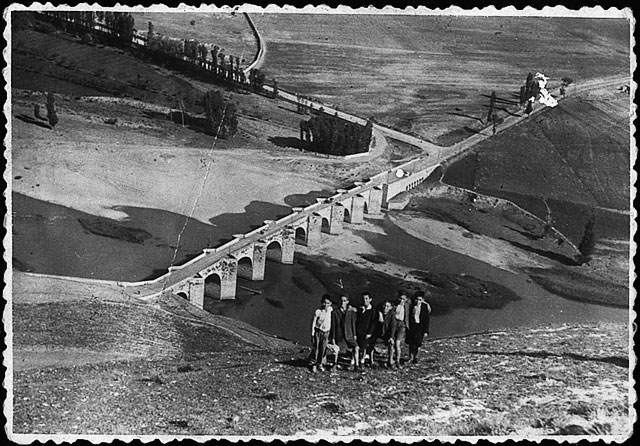
Imagen del puente de Cabezón de Pisuerga fechada en mayo de 1942. Se observa en primer término a unos escolares de excursión, y al fondo el puente románico de Cabezón sobre el Pisuerga.

En el siglo XIX se desarrolla la batalla de Cabezón el 12 de junio de 1808 en los inicios de la Guerra de Independencia española, donde una milicia castellana de unos 5000 hombres es derrotada por la caballería del General Lasalle, permitiendo la re-ocupación de la ciudad de Valladolid por las tropas napoleónicas.
A finales del siglo XX se produce un nuevo resurgimiento, estando en plena expansión económica, cultural y social. Supera los 1900 habitantes.Ya en la segunda década del siglo XXI, su cercanía a la capital ha hecho que la población se duplique, acercándose a los 4000 habitantes. En 2020 tenía una población empadronada de 3763 habitantes.

## Demografía
Cuenta con una población de 3895 habitantes (INE 2024).
| Gráfica de evolución demográfica de Cabezón de Pisuerga entre 1842 y 2021 |
| |
| Población de derecho según los censos de población del INE Población de hecho según los censos de población del INEEn estos censos se denominaba Cabezón: 1842, 1857, 1860, 1877, 1887, 1897, 1900, 1910, 1920, 1930, 1940, 1950, 1960, 1970, 1981 y 1991 |

## Patrimonio

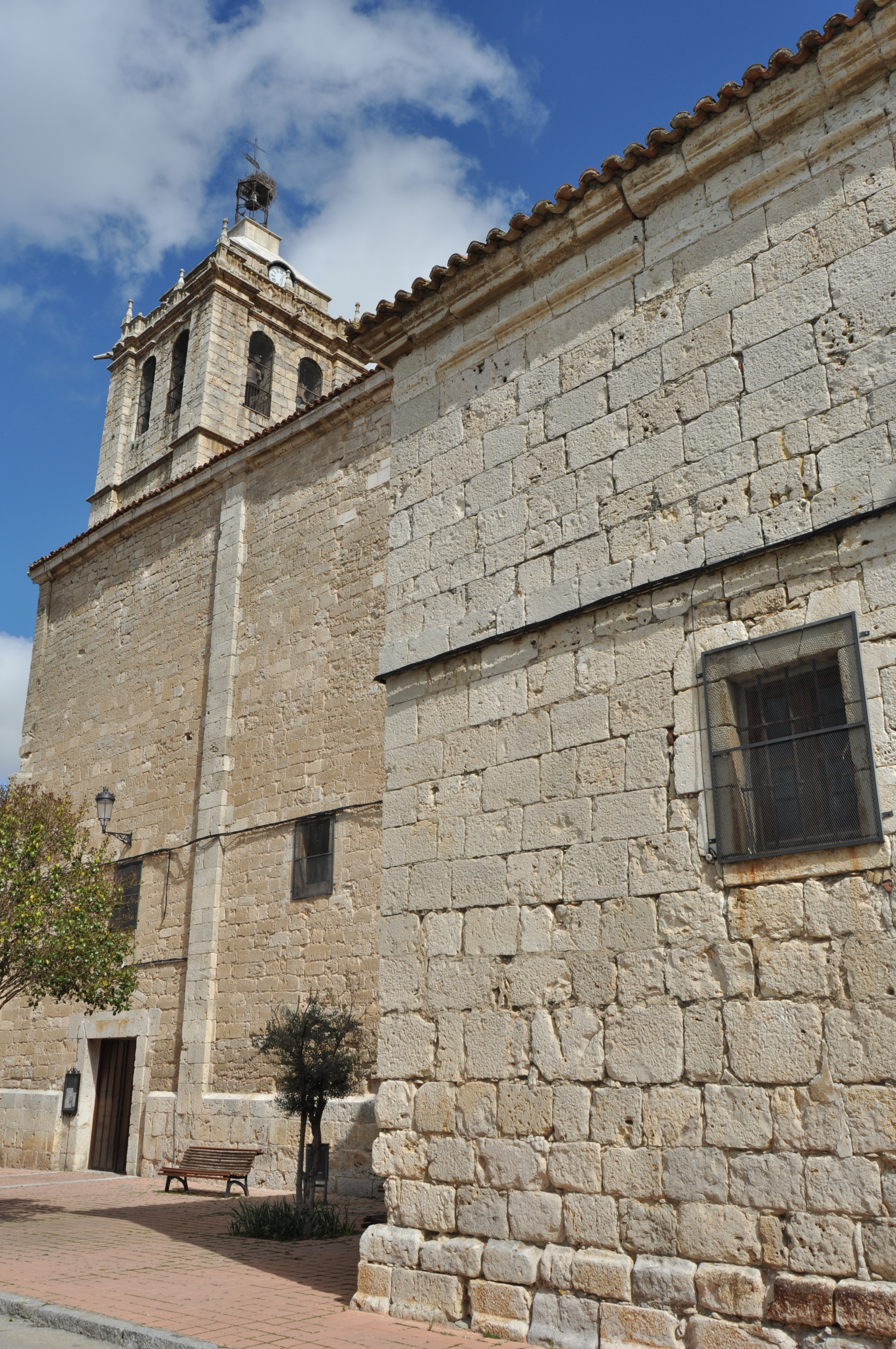
Iglesia de Nuestra Señora de la Asunción

El patrimonio artístico y natural de Cabezón merece una visita pausada: la ribera, los cortados, las bodegas, las casas cueva, casas blasonadas, el canal de Castilla, los cerros y sus joyas:
- La iglesia de Nuestra Señora de la Asunción es un edificio de la primera mitad del siglo XVI, con reformas del XVII y XVIII. En 1586 el maestro cántabro Juan de Nates, realiza las trazas de su ampliación junto con Alejandro de Lucas y Jerónimo Hermosa. De una sola nave, en su interior destacan los retablos de Ventura Ramos, del siglo XVIII, una talla de la Virgen del Manzano, del XIII, y el sepulcro gótico de Don Pedro Fernández Bravo. Majestuoso el órgano barroco del siglo XVIII, de Francisco Ortega Pérez.
- El puente es la seña de identidad de Cabezón. De origen romano, sustituido en la Edad Media por los cimientos del actual y reformado en el siglo XVII, está formado por cuatro ojos de perfil ojival sobre pilares redondos y los otros cinco de medio punto sobre pilares poligonales.
- El monasterio de Palazuelos, fundado en el siglo XIII, pertenecía a la Orden del Císter. Reformado en el siglo XVI en la actualidad se está restaurando. Atribuido al maestro cantero cántabro Juan de Nates.

## Fiestas locales
- San José Obrero, el 1 de mayo. Incluye Pingar el Mayo, el 30 de abril y el Festival Nacional de Folklore, el sábado más cercano al 1 de mayo.
- Fiesta de los Vacceos, se celebran durante el último sábado de julio, aunque, recientemente se está celebrando en el mes de agosto.
- Nuestra Señora de la Asunción y San Roque, del 14 al 17 de agosto. El 15 de agosto se celebra la fiesta de Nuestra Señora de la Asunción y el 16 la de San Roque. Durante estos días se realizan múltiples actividades para el disfrute de todos. El 17 de agosto finalizan los festejos.

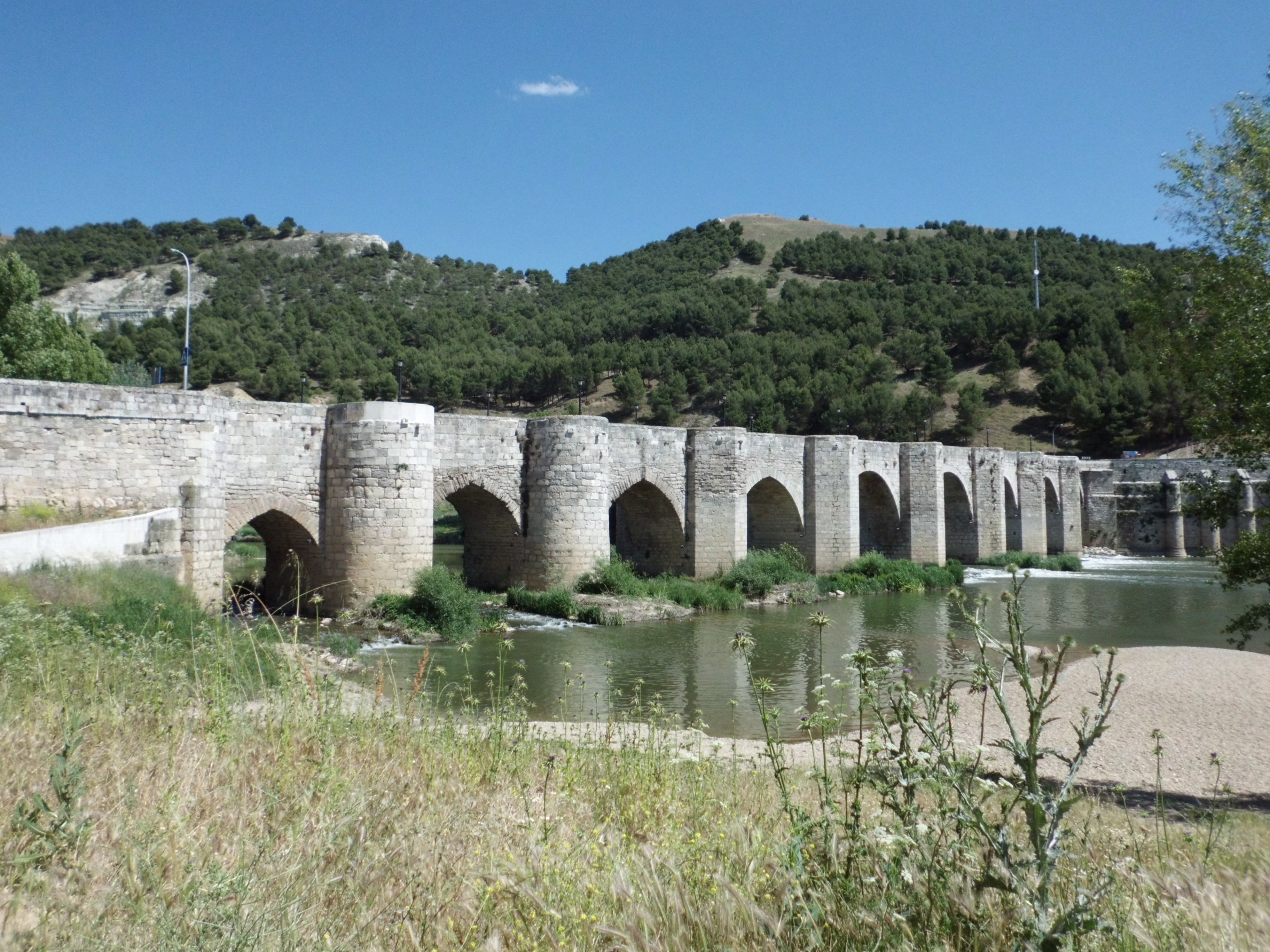
Puente de Cabezón de Pisuerga, al fondo de la imagen se muestra el monte, frecuentado por los senderistas.
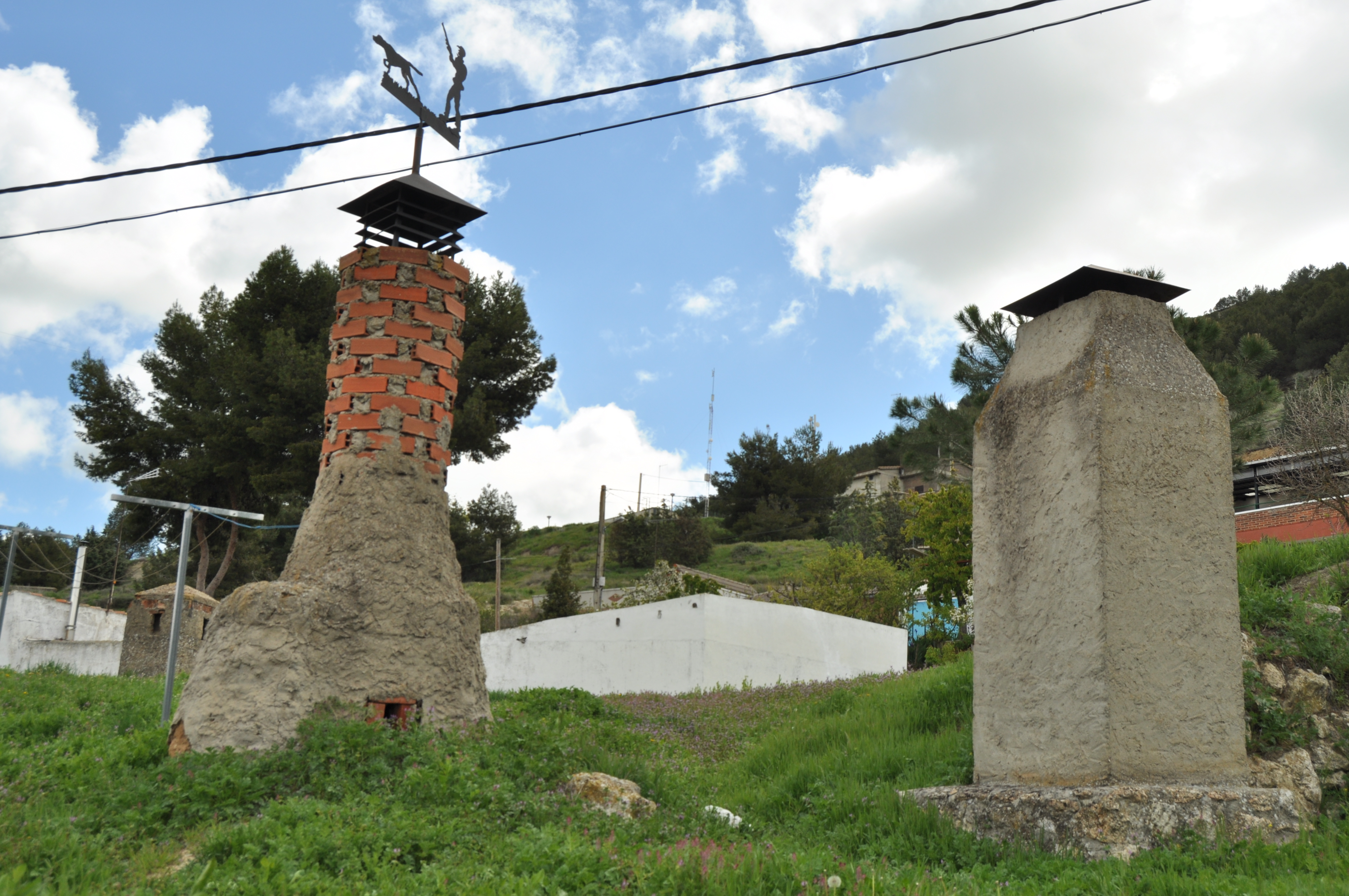
Zona de bodegas, cercano al monte.
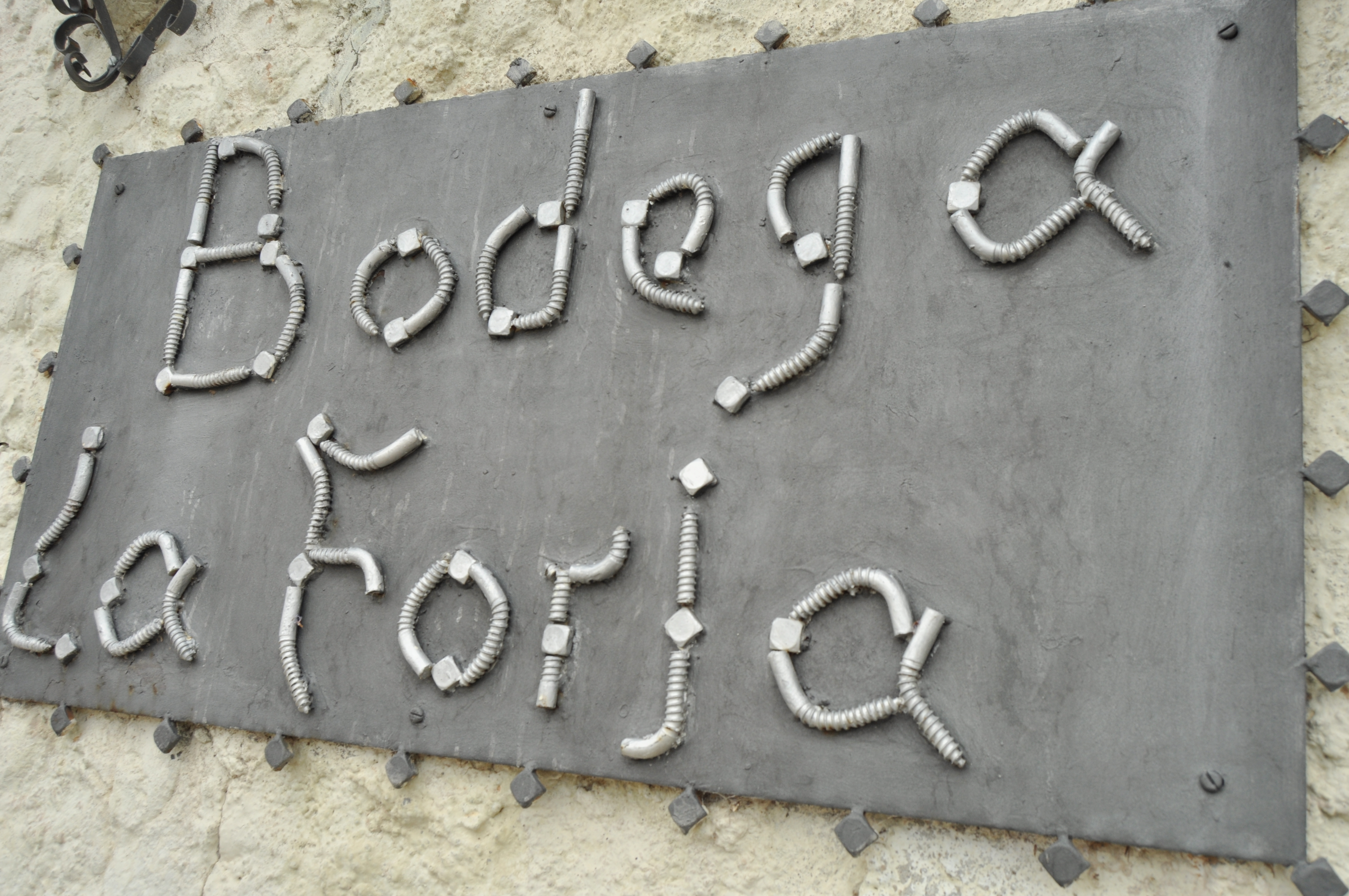
Bodega La Forja, actualmente está cerrado.
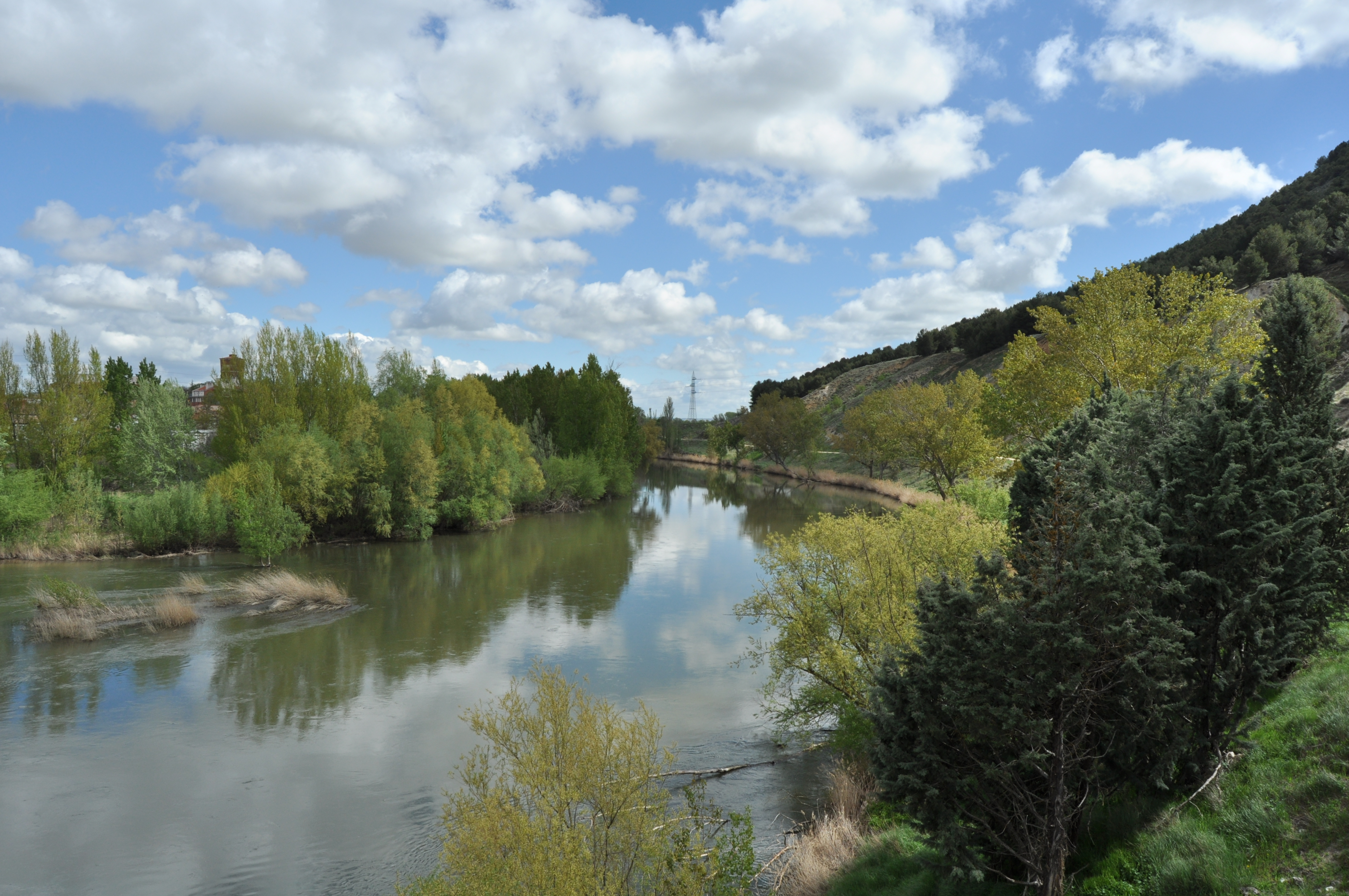
Río Pisuerga visto cerca del Puente de Cabezón de Pisuerga
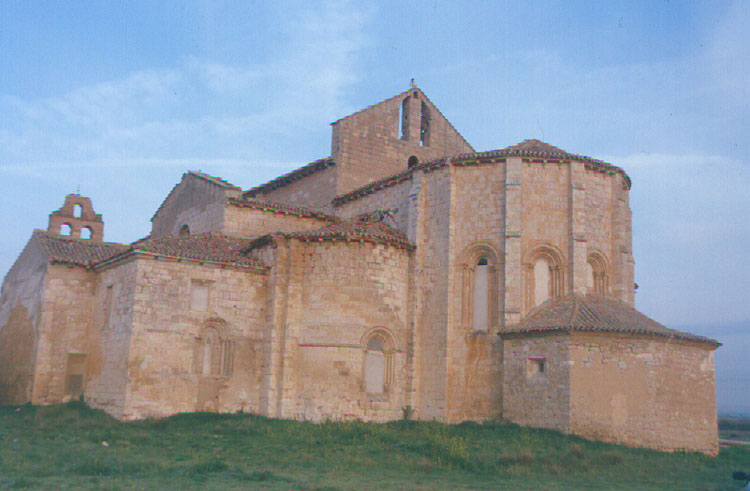
Monasterio de Santa María de Palazuelos